# Mieczysław Korolczuk
Mieczysław Józef Korolczuk – polski chemik, profesor nauk chemicznych.

## Życiorys
W 1974 ukończył studia chemiczne, w 1981 obronił pracę doktorską Badania elektrodowych procesów katalitycznych i oscylacyjnych indukowanych przez redukcję chromianów, której promotorem był prof. Jerzy Matysik, w 2000 habilitował się na podstawie pracy zatytułowanej Woltamperometria z zatężaniem w analizie śladowej złota, rtęci, chromu i niklu w złożonych matrycach. W 2009 uzyskał tytuł profesora nauk chemicznych.
Pracował na Uniwersytecie Marii Curie-Skłodowskiej w Lublinie, oraz jest członkiem Zespołu Elektroanalizy, Komitetu Chemii Analitycznej PAN.

## Odznaczenia
- Srebrny Krzyż Zasługi (2005)[4]